# Meller Simon
Meller Simon (Győr, 1875. december 26. – Párizs, 1949. március 10.) magyar művészettörténész. 

## Élete
Meller József kereskedő és Paskesz Hani gyermekeként született. Egyetemi tanulmányait a Budapesti Tudományegyetemen végezte Pasteiner Gyula tanítványaként, illetve egy éven át Berlinben, az ottani egyetemen művészettörténettel foglalkozott. 1898-ban doktorátust, majd tanári oklevelet szerzett. Külföldi tanulmányútjairól visszatérve 1901 és 1924 között az Országos Képtár és a Szépművészeti Múzeum munkatársa volt, s e minőségben különösen a grafikai és szoborgyűjtemény fejlesztése terén szerzett érdemeket. A grafikai részleg igazgatóőreként az ő tanácsára és közreműködésével vásárolt a múzeum Picasso-grafikákat, s ezzel megalapozta a negyven Picasso-grafikából álló együttest. A Tanácsköztársaság alatt egyetemi tanárrá nevezték ki, s ezért annak bukása után egy ideig emigrációba kényszerült. 1923. május 23-án kikeresztelkedett a római katolikus vallásra. A Szinyei Merse Pál Társaság egyik alapító tagja volt és munkatársa az 1926-ban megjelent Művészeti lexikonnak. Később csatlakozott a Gresham-körhöz. Számos hazai és külföldi szaklapba írt tanulmányokat.

## Magánélete
Házastársa Mandel Szeréna (1882–?) volt, akivel 1910. március 29-én Budapesten, a Terézvárosban kötött házasságot.
Lánya Meller Rózsa Katalin (1912–1945) volt, aki Hutiray Gyula alezredes felesége lett.

## Főbb művei
- Az írott kútfők jelentősége a művészettörténetben (Budapest, 1898. doktori disszertáció)
- Michelangelo (Budapest, 1903)
- Ferenczy István élete és művei (Budapest, 1905)
- Goya (Budapest, 1913)
- Az Esterházy-képtár története (Budapest, 1915)
- Peter Vischer (Leipzig, 1925)
- Die deutschen Bronzestatuetten der Renaissance (München, 1926)
- Szinyei Merse Pál (1935)